# Westfield (Wisconsin)
Pour les articles homonymes, voir Westfield.
Westfield est un village du comté de Marquette, dans l'État du Wisconsin, aux États-Unis. En 2020, il comptait une population de 1 302 habitants.